# كأس فرنسا 1974–75
كأس فرنسا 1974–75 (بالفرنسية: Coupe de France de football 1974-1975) هو الموسم 58 من كأس فرنسا. أشرف على تنظيمه اتحاد فرنسا لكرة القدم، وفاز فيه نادي سانت إتيان.